# Jasus edwardsii
Jasus edwardsii là một loài tôm rồng được tìm thấy trên khắp các vùng ven biển của miền nam Australia và New Zealand bao gồm cả quần đảo Chatham. Loài này thường được gọi là crayfish hoặc cray ở New Zealand và Koura tiếng Maori. Chúng như tôm hùm, nhưng thiếu càng lớn đặc trưng lớn trên các cặp chân đi bộ đầu tiên.
Loài tôm hùm đá gai này là loài ăn thịt, rời hốc đá nơi trú ẩn để kiếm thức ăn vào ban đêm. Chúng sinh sống trong và xung quanh các rạn san hô ở độ sâu khác nhau, 5–200 m (16–660 ft) sâu ở thềm lục địa.